# Janiralata rajata
Janiralata rajata là một loài chân đều trong họ Janiridae. Loài này được Menzies miêu tả khoa học năm 1951.